# Chirita auriculata
Chirita auriculata är en tvåhjärtbladig växtart som beskrevs av J.M. Li och S.X. Zhu. Chirita auriculata ingår i släktet Chirita och familjen Gesneriaceae. Inga underarter finns listade i Catalogue of Life.